# Thorsten Weidner
Pour les articles homonymes, voir Weidner.
Thorsten Weidner est un fleurettiste allemand né le 29 décembre 1967 à Lauda.

## Carrière
Thorsten Weidner participe à l'épreuve de fleuret par équipe lors des Jeux olympiques d'été de 1988 à Séoul et remporte avec ses partenaires ouest-allemands Matthias Behr, Mathias Gey, Ulrich Schreck et Thomas Endres la médaille d'argent. Aux Jeux olympiques d'été de 1992 à Barcelone, il est sacré champion olympique, sous les couleurs de l'Allemagne unifiée, dans l'épreuve de fleuret par équipe avec Ulrich Schreck, Udo Wagner, Alexander Koch et Ingo Weißenborn. Weidner termine vingt-cinquième de l'épreuve individuelle.